# 1876 no Brasil
Esta é uma cronologia dos fatos acontecimentos de ano 1876 no Brasil.

## Incumbente
- Imperador – D. Pedro II (9 de abril de 1831-15 de novembro de 1889).

## Eventos
- 26 de março: Início da segunda Regência da Princesa Isabel, aos 30 anos.[1]
- 28 de abril: O escravo negro Francisco é enforcado em praça pública na cidade de Pilar das Alagoas e torna-se a última pessoa a receber a pena de morte no Brasil.
- 25 de junho: Dom Pedro II testando o telefone na Exposição do Centenário, Filadélfia, Estados Unidos exclama diante do inventor Alexandre Graham Bell: Meu Deus, isto fala!.